# Mario Moreno
Mario Moreno Burgo (Santiago del Cile, 31 dicembre 1935 – Santiago del Cile, 2 marzo 2005) è stato un calciatore cileno, di ruolo attaccante.

## Carriera
Con la Nazionale cilena ha preso parte ai Mondiali 1962.